# AirPods
Pour le véhicule à air comprimé, voir AIRPod.
Les AirPods sont des écouteurs sans fil conçus par Apple, sortis pour la première fois le 13 décembre 2016. En deux ans, ils deviennent l'accessoire le plus populaire de la firme américaine et connaissent un succès auprès de la critique et une véritable popularité.
En plus de la lecture audio, les écouteurs disposent d'un microphone intégré qui filtre les bruits de fond, permettant de téléphoner et de parler à l'assistant numérique Siri. En outre, des accéléromètres et des capteurs optiques intégrés peuvent détecter les tapotements (par exemple, un double tapotement pour mettre l'audio en pause).
Le 20 mars 2019, la deuxième génération d'AirPods est mise en vente, dotés de la puce H1 et du mains libres « Dis Siri ». Un boîtier de recharge sans fil est en option.
La troisième génération sort le 26 octobre 2021, avec un nouveau design et une compatibilité MagSafe pour le boîtier.

## Première génération
Apple annonce la première génération d'AirPods le 7 septembre 2016 lors d'un événement comprenant la sortie de l'iPhone 7 et des Apple Watch Series 2. Apple prévoit de sortir les AirPods fin octobre, mais décale la date de sortie en décembre.
Le 13 décembre 2016, Apple lance les pré-ventes en ligne. Les écouteurs sont disponibles dans les Apple Store à partir du 20 décembre 2016.
Les écouteurs sont équipés d'un processeur Apple W1 SoC qui aide à optimiser l'utilisation de la batterie et traite la connexion Bluetooth 4.2 ainsi que la connexion audio. Ils peuvent également fonctionner comme des écouteurs Bluetooth standard lorsqu'ils sont connectés à tout appareil prenant en charge la version bluetooth 4.0 ou supérieur, y compris les ordinateurs portables Windows et les appareils Android.
Il y a deux microphones dans chaque écouteur, un au niveau de la tête, tourné vers l'extérieur, et un autre au niveau de la tige.
La première génération est arrêtée le 20 mars 2019 avec la sortie de la deuxième génération.

## Seconde génération
La seconde génération est annoncée le 20 mars 2019. Ils ont la même conception que la première génération, mais présentent des caractéristiques différentes.
Ils sont vendus avec le boîtier de la première génération ou avec un boîtier de recharge sans-fil, annoncé en même temps. Ce boîtier est également vendu séparément, ce qui n'était pas le cas pour la première génération.
Cette seconde génération reste en vente après l'annonce de la troisième génération, le prix est réduit et seule l'option avec le boîtier lightning est disponible.

## Troisième génération

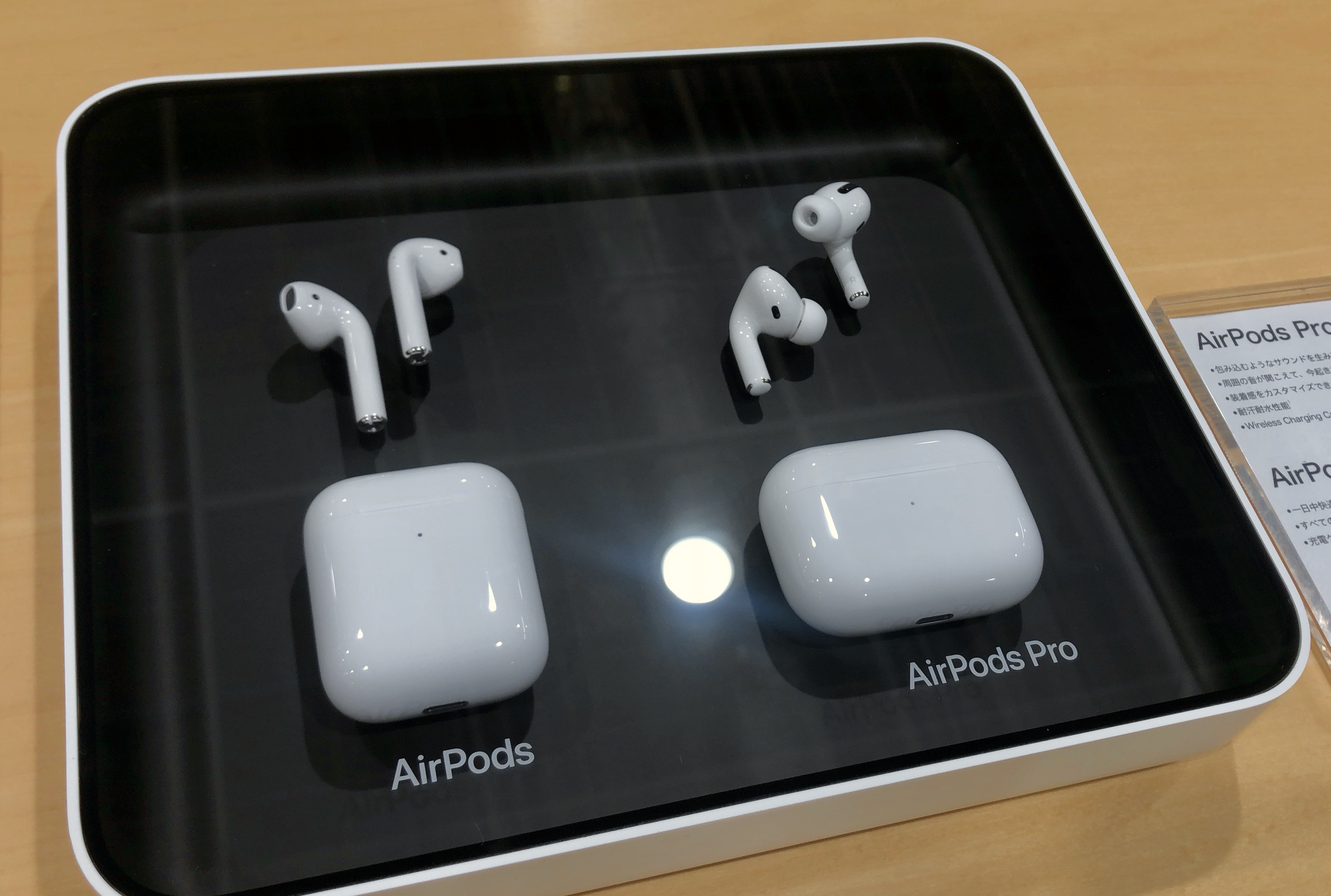
Airpods et Airpods Pro exposés dans un magasin de vente au détail d'électronique à Nagoya (Japon)

Apple a annoncé les AirPods de troisième génération le 18 octobre 2021. Ces nouveaux écouteurs reprennent le design des AirPods Pro tout en modifiant l'embout. En effet, ils ne sont plus intra-auriculaires, ils reprennent le même concept que pour les AirPods 1 et 2, ainsi que pour les EarPods. Ils sont équipés de la technologie Spatial Audio, un son immersif, au même titre que les AirPods Pro et Max. Aussi, Apple annonce une autonomie de 6 heures pour les écouteurs seuls, et jusqu'à 30 heures avec le boitier de recharge, boitier qui est désormais compatible avec la technologie MagSafe.

## Quatrième génération
Le 9 septembre 2024, Apple lance les AirPods de quatrième génération, disponibles en deux versions : une version standard, appelée « AirPods 4 », et une version avec plus de fonctionnalités, appelée « AirPods 4 avec Réduction active du bruit ».

## Controverses

### Impact sur la santé
En 2015, une pétition est lancée et signée par 250 scientifiques mettant en garde l'OMS sur les risques des ondes électromagnétiques. Cette pétition a été mise en relation entre autres avec les écouteurs de la firme américaine. La dangerosité des AirPods et produits similaires est incertaine.

### Impact environnemental
Chaque AirPod possède une batterie au lithium-ion rechargeable de 93 mWh. Celles-ci sont soumises au vieillissement chimique et perdent de leur charge à chaque utilisation. Le problème est qu'il est presque impossible de remplacer la batterie d'un AirPods (le produit obtient un score de réparabilité de 0 sur iFixit). En effet, il faut pour cela couper le plastique extérieur des écouteurs, les rendant inutilisables.
Les écouteurs sont néanmoins recyclés gratuitement par la firme, dont certains composants comme la batterie ou les matériaux rares contenus dans les haut-parleurs sont extraits. Les AirPods sont également l'un des seuls produits d'Apple n'ayant pas de fiche environnementale publiée par Apple.